# Dos (álbum de Andrea Echeverri)
Dos es el segundo álbum como solista de Andrea Echeverri, vocalista del grupo colombiano Aterciopelados. Fue lanzado a la venta en noviembre de 2010 por el sello Nacional Records. A diferencia de su anterior trabajo como solista donde participaron músicos de Aterciopelados, esta entrega es más un trabajo personal donde Andrea asume la mayoría de los roles musicales, la producción se realizó de forma doméstica con la incorporación de sonidos y coros de su esposo e hija, tuvo también participación del respetado mezclador Richard Blair quien ha trabajado con muchas bandas de rock y aristas Colombianos, los artes del CD son realizados por Milagros, hija de Andrea. Los sencillos "Yo" y "Toy Contento" cuentan con videoclips el primero dirigido por Andrea con la participación de fanes y otros músicos.
Los temas de este disco son más cercanos a las vivencias de Andrea con letras que hablan del amor, la espiritualidad y la madures personal, su publicación se dio a dos años del lanzamiento de Río y unos meses antes del lanzamiento del segundo trabajo independiente de su compañero Héctor Buitrago; El aprendizaje en producción y mezcla de "Dos" sería un punto de partida para su siguiente trabajo Ruiseñora.

## Composición
El contenido de este nuevo trabajo denota madures musical de la vocalista de Aterciopelados, si bien el álbum mantiene una clara cercanía con la entrega anterior sus letras son más universales y abordan temas variados como la concientización por el medio ambiente, autoestima, la paz y la espiritualidad conceptos que siempre han estado presentes en el trabajo de la banda, pero que en este nuevo proyecto tienen un sonido particular más cercano al gusto de Andrea, en palabras de ella:

"las canciones son conjuros, mantras neohippies, afirmaciones de identidad, de paciencia, de amor, de colectividad y de devoción por el planeta"(Andrea Echeverri)

La mayor parte de las letras son composiciones de Andrea, menos "Mis 32 Dientes" y "Toy Contento" canciones que recuerdan la infancia de Andrea por lo cual decidió incluirlas, entre los temas más destacados están "Yo" cuya letra recuerda la importancia del autoestima y el respeto hacia los demás, esta canción cayó muy bien entre el público y se integraría al repertorio frecuente de Aterciopelados siendo incluida en Reluciente, Rechinante y Aterciopelado. "Quitapesares", "Buen Augurio" y "Toy Contento" son temas más cercanos a la alegría y el optimismo, mientras que "Madre Naturaleza" como su nombre sugiere es un compromiso con el activismo ecológico.

## Lista de canciones
1. Mis 32 Dientes (Elia Fleta Mallol)
2. Quitapesares
3. Alegría
4. Érase Una Vez
5. Paciencia
6. Yo
7. Madre Naturaleza
8. Buen Augurio
9. Toy Cotento (Luis Mario Frometa Pereira)
10. Que Me Parta Un Rayo
11. Paquete de Picos

## Producción
- Andrea Echeverri - Voz, Bajos, Guitarra, Vientos, Producción
- Richard Blair    – Mezcla
- Tomas Cookman    - Productor
- Ricardo Fernández- Bajo
- Manolo Jaramillo - Coros
- Milagros Jaramillo - Coros y Dibujos
- Eva Jaramillo    - Artes